# CD Lealtad
CD Lealtad is een Spaanse voetbalclub uit Villaviciosa die sinds seizoen 2021-2022 uitkomt in de Tercera División RFEF. De club werd in 1948 opgericht en speelt haar thuiswedstrijden in Estadio Las Callejas.